# Valsa sordida
Valsa sordida är en svampart som beskrevs av Nitschke 1870. Valsa sordida ingår i släktet Valsa och familjen Valsaceae.   Inga underarter finns listade i Catalogue of Life.